# Bonnes œuvres
Les bonnes œuvres, souvent appelées les œuvres, sont les bonnes actions réalisées par le chrétien dans sa vie sur terre, selon un précepte formulé à plusieurs reprises dans le Nouveau Testament.
Dans le Sermon sur la montagne (Évangile selon Matthieu, 5:16), les disciples doivent faire de « bonnes œuvres » (en grec ancien ἔργα καλά, erga kala) pour louer Dieu et donner un exemple au monde. Avec ce commandement, Jésus reprend la tradition juive des œuvres d'amour voulues par Dieu et déjà connues à son époque sous le nom de erga kala.

## La foi et les œuvres
La doctrine de la justification est différente selon les confessions chrétiennes. Pour le catholicisme, les œuvres sont nécessaires pour coopérer à la grâce du salut donné gratuitement par Dieu : « La foi sans les œuvres est une foi morte » (Épître de Jacques, 2:17). Pour le protestantisme, les œuvres sont nécessaires en raison de la foi, mais elles ne suffisent pas à assurer le salut : seule la foi en Christ sauve.

## Doctrine
Selon la théologie catholique, la foi et les œuvres sont nécessaires au salut. 
Le Catéchisme de l’Église catholique enseigne que « la foi est un don de Dieu, une vertu surnaturelle infuse par Lui » (153) par le sacrement du baptême. Mais cette foi nécessite « un acte personnel : la réponse libre de l’homme à l’initiative de Dieu qui se révèle » (166). Si Dieu agit en premier, l'homme a la liberté d’accepter ou de rejeter son invitation. 
Peter Kreeft précise :

« Les œuvres seules ne méritent pas le salut. Personne ne peut "acheter" le paradis avec suffisamment de bonnes œuvres ou de motifs assez bons. Le billet pour le ciel n'est pas le fait d'être gentil, sincère ou bon ; le billet pour le ciel est le Sang du Christ, et la foi est l'acceptation de ce don gratuit. Mais l'Église [catholique] insiste sur le fait que les bonnes œuvres sont également nécessaires. Cela signifie les œuvres d'amour. Les bonnes œuvres ne sont pas de simples actes extérieurs, mais les œuvres d'amour. Et l'amour ne se limite pas à de simples sentiments : il s'agit des œuvres de l'amour (charité, agapé). C'est pourquoi le Christ peut les commander ; les sentiments ne peuvent être commandés. Saint Jacques enseigne clairement que "la foi seule, sans les œuvres, est morte" (Épître de Jacques 2:17). Et certaines des paraboles du Christ enseignent que notre salut dépend de la charité (Matthieu 25:40 : "Ce que tu as fait au plus petit de mes frères, tu me l'as fait"). »

La Réforme protestante a insisté sur le fait que les bonnes œuvres n’étaient pas nécessaires à la justification pour le salut.  Selon les réformateurs, c’est la gratitude pour le salut qui doit amener le chrétien à changer de vie et accomplir la volonté de Dieu,non seulement les bonnes œuvres.
Dans le christianisme évangélique, les bonnes œuvres sont la conséquence du salut et non sa source.  Elles sont le signe d’une foi sincère et reconnaissante. Elles seront récompensées par la grâce de Dieu lors du Jugement dernier.